# 巴彦嵯岗苏木
巴彦嵯岗苏木，是中华人民共和国内蒙古自治区呼伦贝尔市鄂温克族自治旗下辖的一个乡镇级行政单位。

## 行政区划
巴彦嵯岗苏木下辖以下地区：
莫和尔图嘎查、扎格德木丹嘎查和阿拉坦敖希特嘎查。